# 河本耕平
河本 耕平（かわもと こうへい、1979年10月6日 - ）は、日本の男子競泳の選手。100ｍバタフライ前日本記録保持者（2009年～2023年まで13年間保持）。

## 来歴
新潟県柏崎市に生を受ける。幼稚園の頃から水泳を始め、ジュニア時代は、イトマン大宮、JSS長岡に所属。
柏崎市立中通小学校、長岡市立宮内中学校、中越高等学校を卒業後、1998年に中央大学に入学。
・2007年からアメリカ・アリゾナ州に練習拠点を移し、海外でのトレーニングを積む。
・2013年、短水路100ｍバタフライ 世界ランキング5位
・これまで14度の日本記録及び、アジア記録を樹立した。。
・2014年日本選手権優勝をはじめ、ジャパンオープン、短水路日本選手権、日本実業団選手権、日本学生選手権等、優勝多数。
・2008年全米選手権優勝（大会新記録樹立）
・2006年、2011年ワールドカップチャンピオン。
・マスターズ水泳、バタフライ世界記録保持者。
・「にいがたOPEN 河本耕平カップ 新潟県スプリント選手権」大会名誉会長

## 主な成績
- 2002年6月13日、第78回日本選手権50mバタフライで24秒07の日本記録（当時）を樹立。
- 2008年6月8日、ジャパン・オープン100mバタフライで51秒77の日本記録（当時）を樹立。[1]
- 2008年7月、全米選手権（U.S OPEN) 100mバタフライ51秒71の大会新記録で優勝。
- 2008年8月、アメリカのマスターズ50mバタフライで23秒71と当時の日本記録を破った。[2]
- 2008年9月13日、第63回国民体育大会100mバタフライで51秒33の日本記録（当時）を樹立。大雨の屋外プールという悪条件下での記録更新だった。[3]
- 2008年9月28日、第13回新潟県スプリント選手権50mバタフライで23秒60（当時）の日本記録を樹立。[4]
- 2009年9月11日、第64回国民体育大会100mバタフライで51秒00の日本記録を樹立。[5]
- 2006年 ワールドカップアメリカ大会　50ｍバタフライ優勝
- 2011年 ワールドカップ北京大会 100ｍバタフライ優勝
- 2013年10月、第6回東アジア競技大会（中国・天津）で、50ｍバタフライ、100ｍバタフライ、400ｍメドレーリレーの3冠を達成し、男子最優秀選手に選ばれる。[6]
- 2013年、短水路100ｍバタフライ 世界ランキング5位
- 2009年9月、国民体育大会成年男子200ｍリレー　2位（日本記録）

## 自己ベスト
| 泳法       | 距離 | 水路   | 記録   | 樹立日         | 大会名                       | 備考             |
| ---------- | ---- | ------ | ------ | -------------- | ---------------------------- | ---------------- |
| バタフライ | 50m  | 長水路 | 23秒46 | 2009年10月25日 | 第14回新潟県スプリント選手権 |                  |
| バタフライ | 100m | 長水路 | 51秒00 | 2009年9月11日  | 第64回国民体育大会           | アジア・日本記録 |